# Furnari
Furnari est une commune de la province de Messine, dans la région Sicile, en Italie.

## Administration
| Période                                  | Période     | Identité                 | Étiquette | Qualité |
| ---------------------------------------- | ----------- | ------------------------ | --------- | ------- |
| 28 mai 2002                              | 14 mai 2007 | Franco Antonio Bisignano |           |         |
| 15 mai 2007                              | En cours    | Salvatore Lopes          |           |         |
| Les données manquantes sont à compléter. |             |                          |           |         |

### Hameaux
Tonnarella.

### Communes limitrophes
Falcone, Mazzarrà Sant'Andrea, Terme Vigliatore, Tripi.